# Arist (filòsof)
Arist (en llatí Aristos, en grec antic Ἄριστος) va ser un filòsof grec contemporani de Ciceró. Havia nascut a Ascaló. Era germà d'Antíoc d'Ascaló i amic de Marc Juni Brut, que va ser deixeble seu.
Es deia que el seu germà era millor filòsof, però ell era una persona admirable. Quan va morir el seu germà Antíoc, Arist va dirigir la Nova escola atenenca. Va tenir com a deixebles al poeta Horaci, a Cràtip de Mitilene i Aristó d'Alexandria.